# Sowno (Sianów)
Sowno (deutsch (Alt-) Zowen) ist ein Dorf in der polnischen Woiwodschaft Westpommern. Es gehört zur Gemeinde Sianów (Zanow) im Kreis Koszalin (Köslin).

## Geographische Lage
Das Dorf liegt in Hinterpommern östlich des Gollens und  28 Kilometer östlich der Kreisstadt Koszalin. Das Gelände der Gemarkung Sowno steigt nach Osten hin stark an bis zu einer Höhe von 154 Metern über NN.
Sowno ist von den Nachbardörfern Laski und Bukowo ((Wendisch-) Buckow) im Osten, Nacław (Natzlaff) im Süden, Sowinko und Powidz (Friedensdorf) im Westen sowie Sierakowo Sławieńskie (Zirchow) im Norden umgeben.

## Ortsname
Dass Dorf liegt in Hinterpommern, zwei Kilometer nördlich von Sowinko (Neu Zowen). Der Ortsname Zowen kam bis 1945 auch im pommerschen Kreis Regenwalde vor. Der Name dürfte slawischen Ursprungs sein und sich von „sowa“ = „Eule“ (Zowen = Eulenort) ableiten. Dieser Abstammung entspringt auch die polnische Bezeichnung Sowno, die sich ebenfalls auf den früher im Kreis Regenwalde, heute im Powiat Łobeski liegenden Ort Zowen = Sowno bezieht.

## Geschichte
Alt Zowen ist ein altes, bereits seit 1628 bestehendes von Ramelsches Lehen. Danach gehörte es der Familie von Podewils-Krangen und ging 1691 an die Familie Glasenapp. Seither hatte Zowen viele unterschiedliche Besitzer. Von 1912 bis 1945 war es dann Eigentum der Familie Somborn.
Neben dem 498,5 Hektar großen Rittergut gab es in Zowen noch vier Vollbauernhöfe mit über 10 Hektar Land sowie eine Siedlerstelle mit weniger als 10 Hektar. Außerdem existierten außerhalb des Dorfkerns Abbauten: Ein Abbau 1,5 km nördlich vom Dorf hatte mehr als 10 Hektar Land.  Südlich der Försterei, 1 km hinter den Fischteichen an der Straße Neu Zowen – Kritten,  gab es vier weitere Abbauten mit jeweils weniger als 10 Hektar Land.
1818 lebten in Alt Zowen 115 Menschen. Die Zahl der Einwohner stieg 1871 auf 290, betrug 1895 bereits 340 und konnte 1939 insgesamt 452 Menschen verzeichnen. 
Der Gebietsumfang der Gemeinde Alt Zowen betrug damals 1328 Hektar. Die Gemeinde Alt Zowen hatte zwei Wohnplätze:
1. Alt Zowen
2. Kritten (heute polnisch Krytno), südöstlich des Wohnorts Alt Zowen gelegen

In der Gemeinde standen insgesamt 30 Wohngebäude. 
Letzter deutscher Gemeindebürgermeister war Rudolf Schulz.
Am 6. März 1945 marschierten Truppen der Roten Armee in das Dorf ein. Noch am gleichen Tage wurde der Gutsbesitzer Ortwin Somborn und der Hauslehrer erschossen. Nach Kriegsende wurde das Dorf zusammen mit ganz Hinterpommern unter polnische Verwaltung gestellt. Die Dorfbevölkerung blieb vorerst im Ort und arbeitete unter sowjetischer und polnischer Verwaltung. 1946 wurden alle einheimischen Familien von den Polen aus dem Ort ausgewiesen. 
Alt Zowen wurde von den Polen in Sowno umbenannt. Das Dorf ist heute  Teil der Gmina Sianów im Powiat Koszaliński in der Woiwodschaft Westpommern (bis 1998 Woiwodschaft Köslin).

### Demographie
| Jahr | Einwohner | Anmerkungen                                                                                     |
| ---- | --------- | ----------------------------------------------------------------------------------------------- |
| 1818 | 101       | davon 95 im Kirchdorf und Vorwerk und sechs bei der Mühle, in adligem Besitz                    |
| 1852 | 270       | [ 3 ]                                                                                           |
| 1864 | 325       | am 3. Dezember, einschließlich des Gutsbezirks, auf einer Gesamtfläche von 331 bzw. 3707 Morgen |
| 1867 | 328       | am 3. Dezember, davon 161 im Gemeindebezirk und 167 im Gutsbezirk                               |
| 1871 | 308       | am 1. Dezember, davon 122 im Gemeindebezirk und 186 im Gutsbezirk, sämtlich Evangelische        |
| 1895 | 340       |                                                                                                 |
| 1910 | 369       | am 1. Dezember, davon 23 im Gemeindebezirk und 346 im Gutsbezirk                                |
| 1933 | 431       | [ 8 ]                                                                                           |
| 1939 | 451       | [ 8 ]                                                                                           |

## Amt Zowen
Alt Zowen war bis 1945 Sitz des Amtes Zowen im Landkreis Schlawe i. Pom. im Regierungsbezirk Köslin der preußischen Provinz Pommern. Die Gemeinden Friedensdorf (heute polnisch: Powidz), Latzig (Laski) und Neu Zowen waren in den Amtsbezirk einbezogen. Letzte Amtsvorsteher waren Ortwin Somborn und Eberhard Schmidtsdorff.

## Standesamt Zowen
Die Gemeinden des Amtsbezirks Zowen waren außerdem zum Standesamt Zowen mit Sitz in Alt Zowen vereinigt. Die neueren Standesamtsunterlagen aus der Zeit vor 1945 befinden sich heute im Standesamt in Sianów (Zanow), die aus früherer Zeit im Staatsarchiv Koszalin (Köslin).

## Kirche
Die Einwohner von Alt Zowen gehörten überwiegend zu evangelischen Kirche. In dem Dorf stand eine Fachwerkkirche aus dem 19. Jahrhundert. Alt Zowen bildete mit Kritten (heute polnisch: Krytno), Friedensdorf (Powidz) und Neu Zowen (Sowinko) eine selbständige Kirchengemeinde, die allerdings – wie auch die Kirchengemeinde Ratteick (Ratajki) – eine Filialkirche im Kirchspiel Kösternitz (Kościernica) war. Es lag im Kirchenkreis Köslin (Koszalin) der Kirchenprovinz Pommern der Kirche der Altpreußischen Union. 
Die Kirchengemeinde Zowen zählte 1940 immerhin 1006 Mitglieder. Das Kirchenpatronat übte zuletzt Rittergutsbesitzer Ortwin Somborn aus. Letzter deutscher Geistlicher war Pfarrer Wilhelm Schubring. Die Kirchenbücher der Filialgemeinde Zowen von vor 1945 befinden sich heute im Staatsarchiv Koszalin (Köslin).
Heute sind die Einwohner von Sowno überwiegend Glieder der katholischen Kirche in Polen. Sie gehören zur Filialkirche Kościernica (Kösternitz) in der Pfarrei Szczeglino (Steglin) im Bistum Koszalin-Kołobrzeg (Köslin-Kolberg). Die evangelischen Kirchenglieder werden vom Pfarramt in Koszalin in der Diözese Pommern-Großpolen der Evangelisch-Augsburgischen Kirche in Polen betreut.

## Schule
Alt Zowen besaß eine einklassige Volksschule, die am Wege nach Neu Zowen lag. Letzter deutscher Schulleiter vor 1945 war Lehrer Hildebrand. 

## Verkehr
Das Dorf ist über die Wojewodschaftsstraße 206 (Koszalin – Polanów (Pollnow)) über Kościernica (Kösternitz) und Sowinko (Neu Zowen) zu erreichen. Außerdem besteht über eine Nebenstraße Verbindung über Ratajki (Ratteick) nach Sianów (Zanow) (17 km) bzw. über Nadbór (Nadebahr) nach Polanów (13 km). Bis 1945 bestand über die vier Kilometer entfernte Station Latzig (heute polnisch: Laski) Anschluss an die Kleinbahnstrecke Schlawe–Pollnow der Schlawer Bahnen.